# 長島 (緬因州)
長島（英語：Long Island）是一個位於美國緬因州坎伯蘭縣的市鎮。

## 人口
根據2020年美國人口普查的數據，長島的面積為119.11平方千米，當中陸地面積為112.07平方千米，而水域面積為7.04平方千米。當地共有人口234人，而人口密度為每平方千米2人。